# Sabanilla (geslacht)
Sabanilla is een geslacht van hooiwagens uit de familie Agoristenidae.
De wetenschappelijke naam Sabanilla is voor het eerst geldig gepubliceerd door Roewer in 1913. 

## Soorten
Sabanilla is monotypisch en omvat slechts de volgende soort:
- Sabanilla ornata